# 106 (număr)
106 (o sută șase) este numărul natural care urmează după 105 și precede pe 107 într-un șir crescător de numere naturale.

## În matematică
106
- Este al 31-lea număr semiprim.[1][2]
- Este un număr Erdős-Woods[3][4]
- Suma alicotă a lui 106 este 56 în secvența alicotă (106,56,64,63,41,1), 106 fiind al 11-lea număr compus în arborele 41-alicot.
- Este un număr centrat pentagonal[5][6] și un număr centrat heptagonal.[5][7]
- Este un număr 19-gonal regulat.[8][9]
- Există 106 arbori matematici cu 10 noduri, diferiți.

## În știință
- Este numărul atomic al seaborgiului (unnilhexium Unh).

### În astronomie
- Messier 106 este o galaxie spirală barată în constelația  Câinii de vânătoare.
- Obiectul NGC 106 din New General Catalogue este o galaxie lenticulară cu o magnitudine 16,43 în constelația Peștii.
- 106 Dione este un asteroid din centura principală.

## În alte domenii
106 se poate referi la:
- Numărul de apel de urgență al textului național australian.
- Numărul maxim de caractere pe care îl pot avea numele fișierelor în sistemul de fișiere Joliet, o extensie a sistemului de fișiere ISO 9660 pentru CD-uri.